# Claude (model językowy)
Claude – rodzina dużych modeli językowych opracowanych przez firmę Anthropic. Pierwszy model trafił na rynek w marcu 2023 roku.
Rodzina modeli Claude 3 opublikowany w marcu 2024 składa się z trzech modeli:
- Haiku, zoptymalizowanego pod kątem szybkości
- Sonnet, który równoważy możliwości i wydajność
- Opus, zaprojektowany do zadań wymagających złożonego rozumowania

Modele te potrafią przetwarzać zarówno tekst, jak i obrazy, przy czym Claude 3 Opus wykazuje ulepszone możliwości w takich obszarach jak matematyka, programowanie i rozumowanie logiczne w porównaniu z poprzednimi wersjami.
W listopadzie 2024 Palantir ogłosił współpracę z Anthropic i Amazon Web Services, aby udostępnić modele Claude 3 i 3.5 dla amerykańskich agencji wywiadowczych i wojskowych w środowisku informacji niejawnej.
22 maja 2025 opublikowano 2 modele Claude w wersji 4: Opus i Sonnet posiadające lepsze wartości benchmarków do zadań programistycznych niż wybrane modele od OpenAI i Google.

## Trenowanie
Modele Claude’a opierają się na architekturze GPT. Zostały one wstępnie wyszkolone, aby przewidywać następne słowo na dużej ilości tekstu. Następnie zostały one dostrojone, w szczególności przy użyciu RLHF.